# Изгнание торгующих из храма

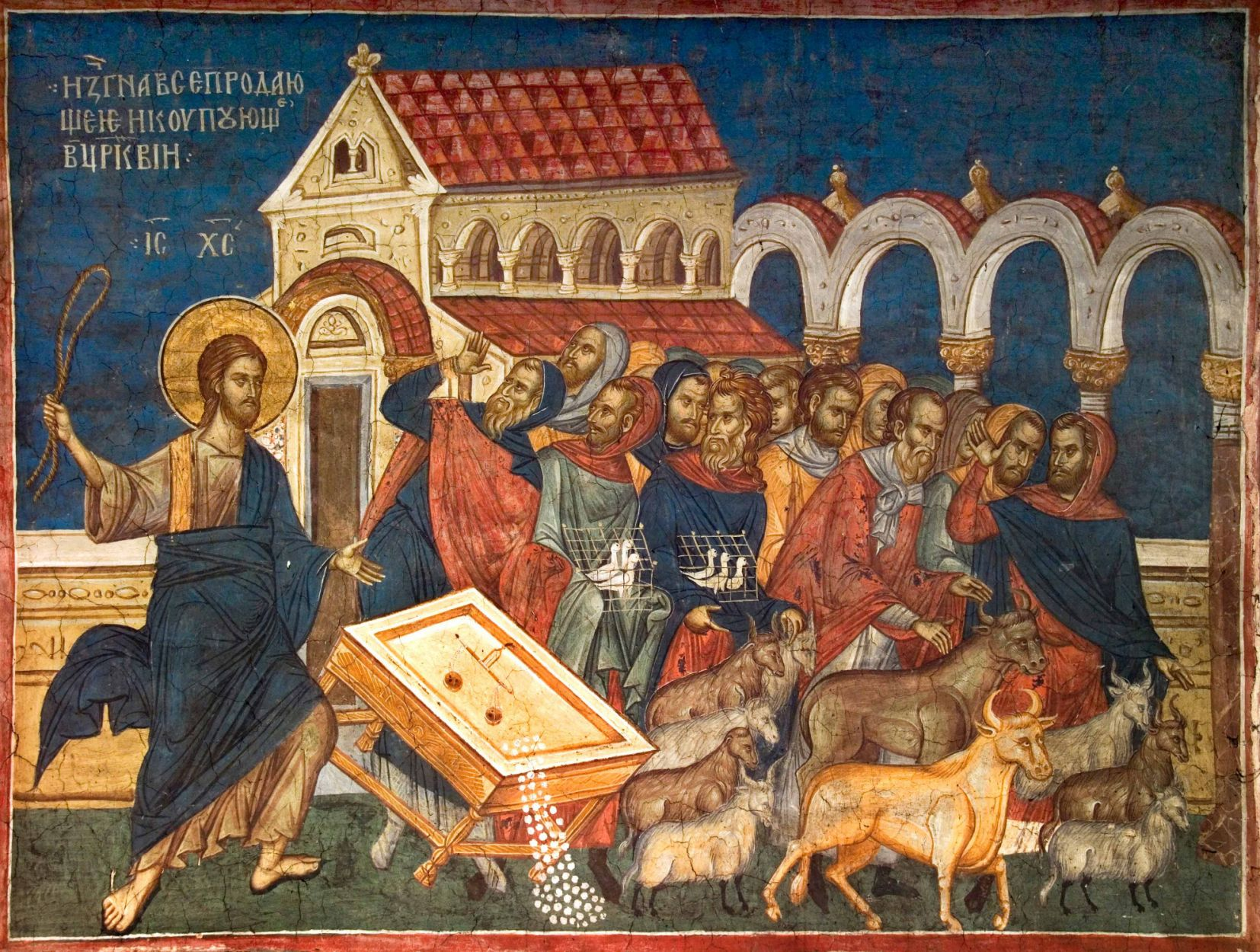
Иисус Христос изгоняет торгующих из храма. Фреска монастыря Высокие Дечаны, Сербия, XIV век

Изгна́ние торгу́ющих из хра́ма — евангельский сюжет.

## Евангельское повествование
Описанное событие является эпизодом земной жизни Иисуса Христа. На празднике Пасхи в Иерусалиме евреи были обязаны «заклать пасхальных агнцев и принести жертвы Богу», в связи с чем в храм сгоняли жертвенный скот и устраивали лавки для продажи всего необходимого при жертвоприношениях. Здесь же располагались разменные кассы: в обиходе были римские монеты, а подати в храм по закону уплачивались еврейскими сиклями.
После своего входа в Иерусалим Христос направился прямо в храм, увидел торговцев и изгнал их:

И вошёл Иисус в храм Божий и выгнал всех продающих и покупающих в храме, и опрокинул столы меновщиков и скамьи продающих голубей, и говорил им: написано, — дом Мой домом молитвы наречётся; а вы сделали его вертепом разбойников.
— Мф. 21:12, 13
Более подробное повествование у евангелиста Иоанна:

Приближалась Пасха Иудейская, и Иисус пришёл в Иерусалим и нашёл, что в храме продавали волов, овец и голубей, и сидели меновщики денег. И, сделав бич из верёвок, выгнал из храма всех, [также] и овец и волов; и деньги у меновщиков рассыпал, а столы их опрокинул. И сказал продающим голубей: возьмите это отсюда и дома Отца Моего не делайте домом торговли.
— Ин. 2:13—16
Об этом повествуют все евангелисты, причём повествование апостола Марка (Мк. 11:15—19) отличается от повествования апостолов Матфея (Мф. 21:12—17) и Луки (Лк. 19:45—48) тем, что, по Марку, Господь, войдя в храм, «и осмотрев всё, как время уже было позднее, вышел в Вифанию с двенадцатью» и только на другой день, после проклятия смоковницы, снова войдя в храм, совершил изгнание торгующих (Мк. 11:15).
Согласно Последовательности евангельских событий по четырём евангелистам пункт 21 и 141, Апостол Иоанн описывает изгнание торгующих из храма на три года ранее (накануне первой пасхи из четырёх) (Ин. 2:13) до беседы с самарянкой (Ин. 4:9), а остальные евангелисты описывают это событие накануне последней — четвёртой пасхи.

## Сюжет в искусстве
Изображение Изгнания торгующих из храма получило широкое распространение в изобразительном искусстве, иногда входило в цикл Страстей Христовых. Действие обычно происходит в портике Иерусалимского храма, откуда Иисус бичом из верёвок изгоняет торговцев и менял.

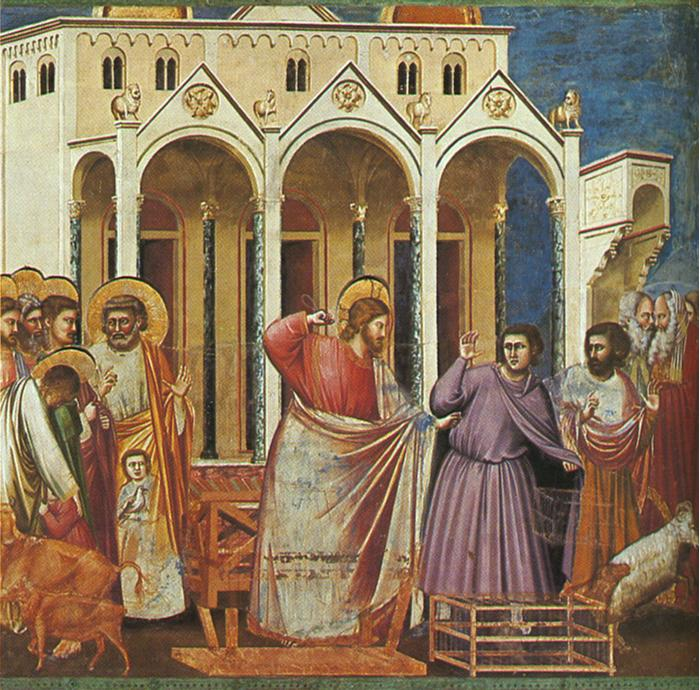
Джотто ди Бондоне. Капелла Скровеньи, Падуя
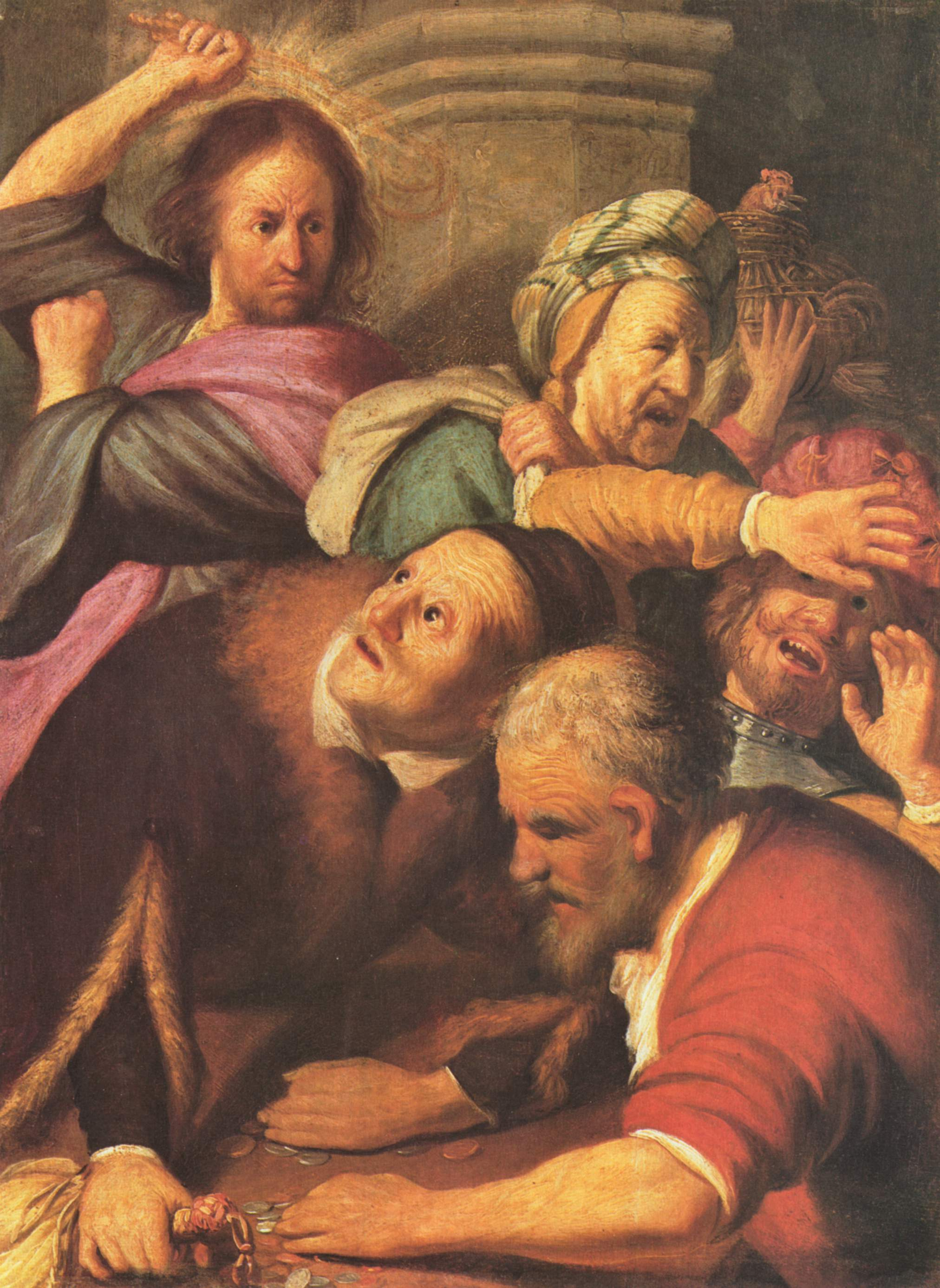
Рембрандт. 1626.
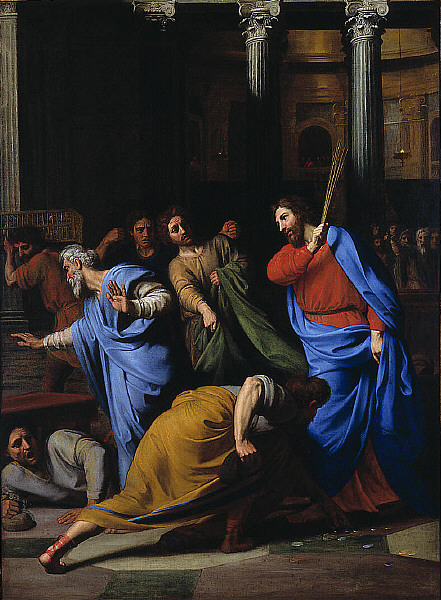
Никола Коломбель. 1682, Музей изящных искусств Сент-Луиса, штат Миссури, США.
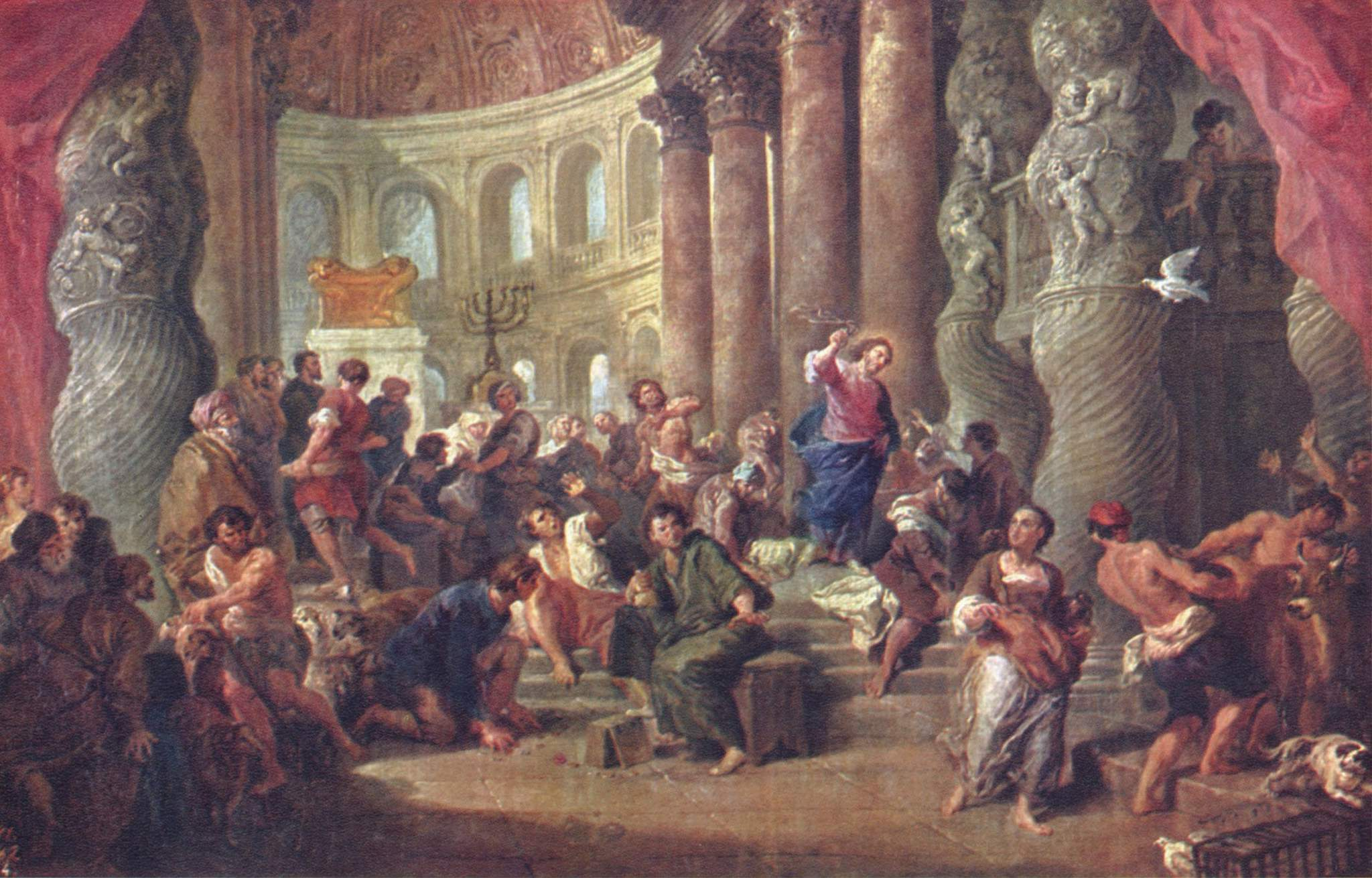
Джованни Панини. 1750. Прадо. Мадрид
В. И. Суриков. 1873.
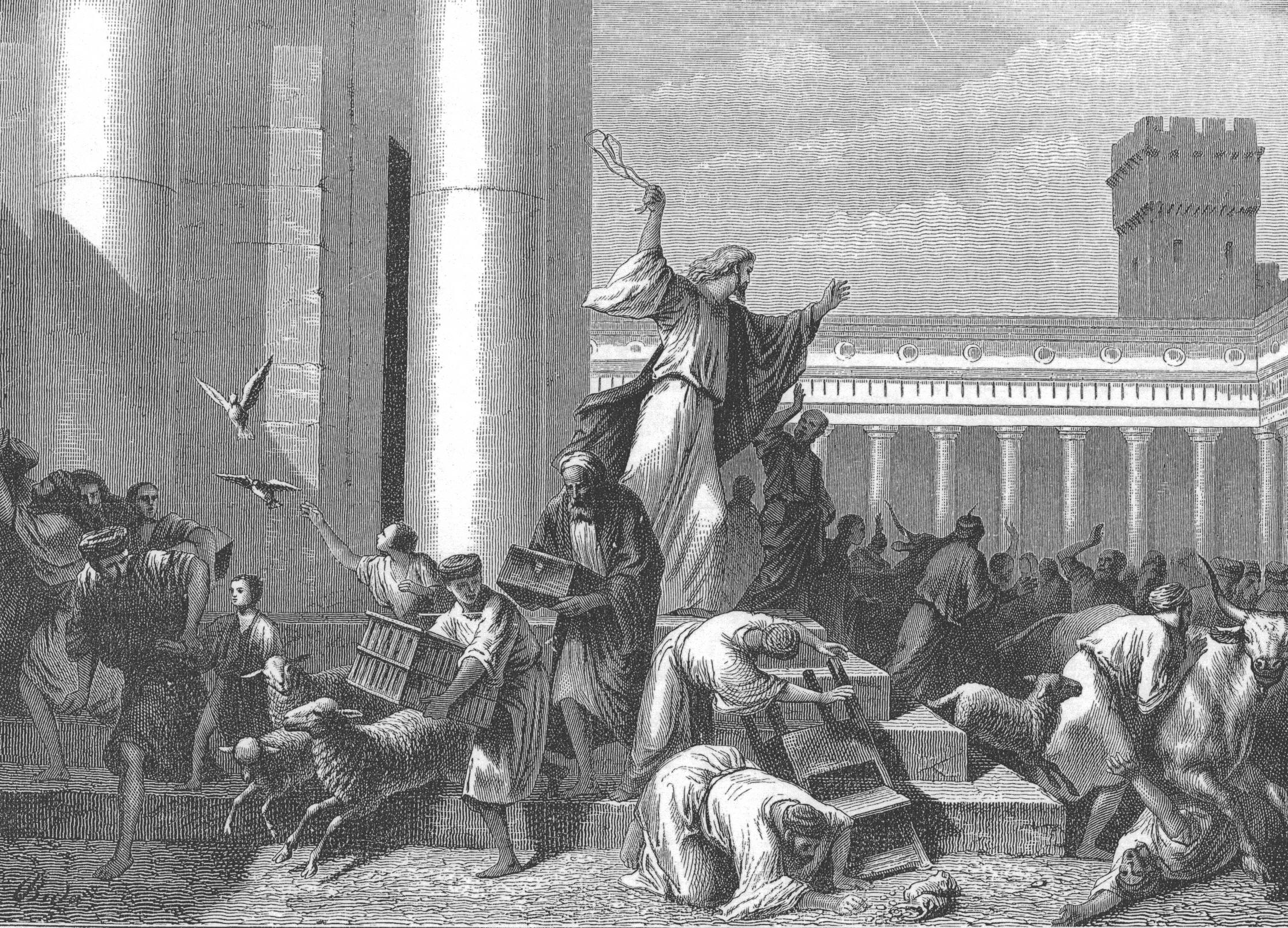
Александр Бида. 1885.
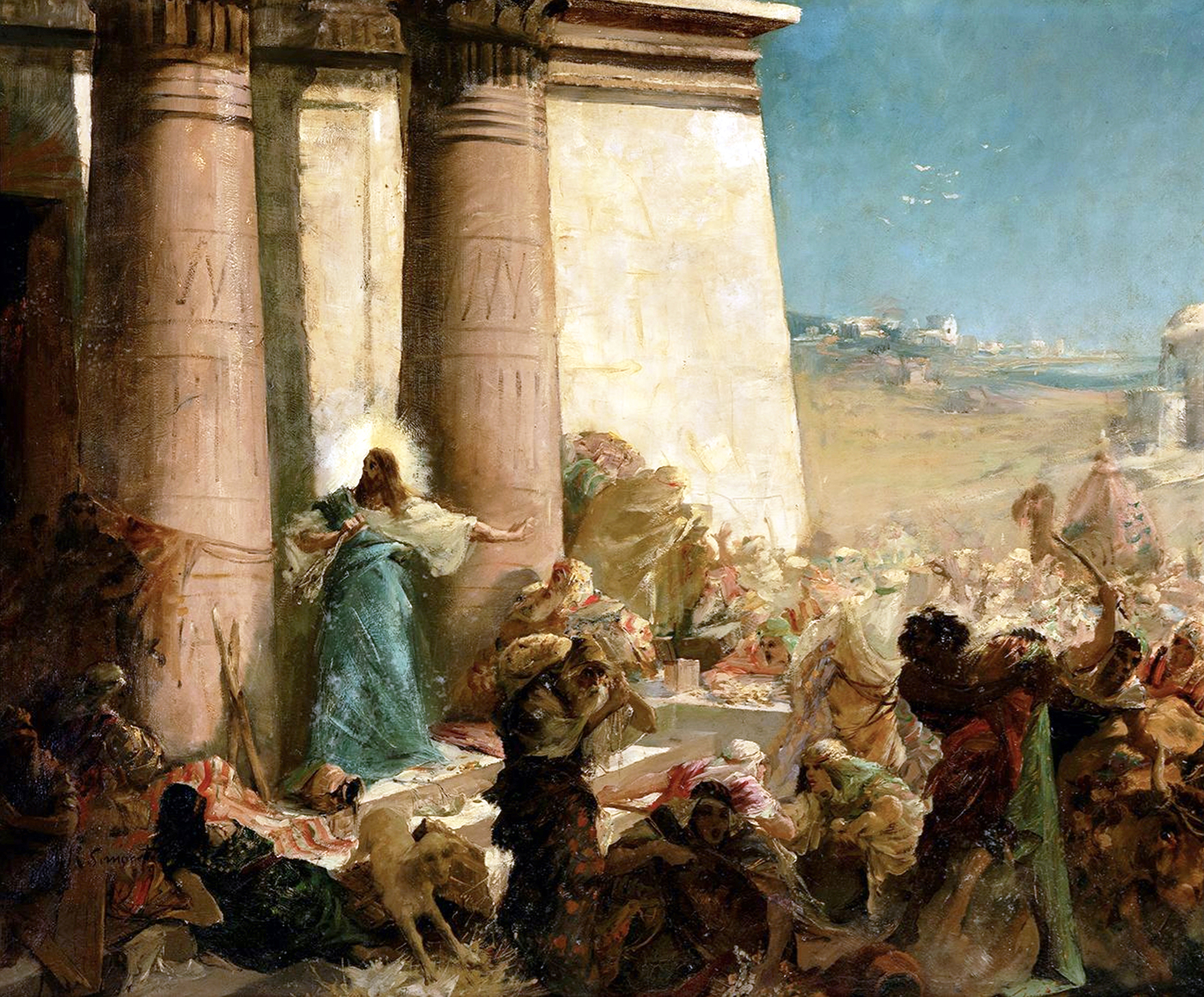
Энрике Симоне.